# Lotte Ledl
Lotte Ledl (Vienna, 16 marzo 1930) è un'attrice austriaca.

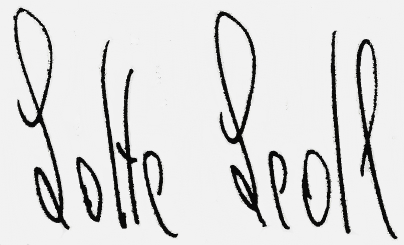
Firma di Lotte Ledl.

Nel corso della sua carriera, ha partecipato - tra cinema e televisione - a circa un centinaio di differenti produzioni, a partire dalla metà degli anni cinquanta, lavorando con registi quali André Cayatte, Willi Forst, Leopold Lindtberg e Wolfgang Staudte.  Tra i suoi ruoli principali, figura, tra l'altro, quello di Anne Katherine Kofler nella serie televisiva Schlosshotel Orth, ruolo interpretato per dieci anni, dal 1996 al 2006; è inoltre un volto noto al pubblico anche per essere apparsa come guest-star in vari episodi della serie L'ispettore Derrick.
Membro del Wiener Burgtheater a teatro ha lavorato nei teatri di Austria, Belgio, Finlandia, Francia, Giappone, Israele, Lussemburgo, Stati Uniti, Thailandia, ecc., recitando in opere di Albee, Brecht, Canetti, Goldoni, Handke, Hofmannstahl, Horváth, Lessing, Nestroy, Raimund, Shakespeare, Schnitzler, ecc.
È stata insignita della medaglia austriaca alla cultura.

## Filmografia parziale

### Cinema
- Il cacciatore della foresta d'argento (1954) - ruolo: Vroni
- Die Sennerin von St. Kathrein (1955)
- Der Schandfleck (1956) - Josefa Melzer
- Holiday am Wörthersee (1956)
- Dort oben, wo die Alpen glühen (1956) - Anna Edelhofer
- Dort in der Wachau (1957) - Klara Gruber
- Ein Lied geht um die Welt (1958)
- Besuch aus heiterem Himmel (1959)
- Il passaggio del Reno, regia di André Cayatte (1960) - Lotte
- Straße der Verheißung (1962) - Marisa
- Schwejks Flegeljahre (1964) - Anna Pospischil
- Heidi (1965) - Zia Dete
- I turbamenti del giovane Törless, regia di Volker Schlöndorff (1966)
- Mein Vater, der Affe und ich (1971)
- Wenn jeder Tag ein Sonntag wär (1973)
- '38 (1986) - Madre di Carola
- Ein fast perfekter Seitensprung (1996) - Therese Fiala
- Eine fast perfekte Scheidung (1997) - Therese Fiala
- Eine fast perfekte Hochzeit (1999) - Therese Fiala

### Televisione
- Peripherie - film TV (1959) - ruolo: Anna
- Das Kamel geht durch das Nadelöhr - film TV (1960)
- Der Bettelstudent - film TV (1960) - Ninette
- Lumpazivagabundus - film TV (1962)
- Die Reise nach Steiermark - film TV (1965) - Irmi Steinbeis
- Alarm in den Bergen - serie TV, 2 episodi (1965)
- Der Fall Rouger - film TV (1965) - Sig.ra Scholz
- Anastasia - film TV (1967)
- Der irische Freiheitskampf - film TV (1969) - Contessa Markiewicz
- Recht oder Unrecht - serie TV, 1 episodio (1970)
- Toni und Veronika - serie TV, 1 episodio (1971)
- Der Kurier der Kaiserin - serie TV, 1 episodio (1971)
- Hamburg Transit - serie TV, 1 episodio (1971)
- Wenn der Vater mit dem Sohne - serie TV, 1 episodio (1971)
- Elternschule - serie TV, 10 episodi (1972)
- Sergeant Berry - serie TV, 1 episodio (1974)
- Jörg Preda berichtet - serie TV, 1 episodio (1976)
- L'ispettore Derrick - serie TV, ep. 05x03, regia di Helmuth Ashley (1978) - Lona Mühl
- L'ispettore Derrick - serie TV, ep. 08x02, regia di Helmuth Ashley (1981) - Hanni Krotte
- L'ispettore Derrick - serie TV, ep. 09x04, regia di Alfred Vohrer (1982) - Wilma Gericke
- Die fünfte Jahreszeit - miniserie TV (1982-1983)
- Il commissario Köster/Il commissario Kress - serie TV, 3 episodi (1983-1991) - ruoli vari
- Der Sonne entgegen - serie TV, 2 episodi (1985)
- Ho sposato tutta la famiglia - serie TV, 1 episodio (1985) - Traudl
- Wiener Klatsch - serie TV (1985)
- Der Leihopa - serie TV, 2 episodi (1985-1986)
- L'ispettore Derrick - serie TV, ep. 14x03, regia di Theodor Grädler (1987) - Sigr.a Süskind
- Tatort - serie TV, 1 episodio (1987)
- L'ispettore Derrick - serie TV, ep. 16x05, regia di Theodor Grädler (1989) - Gudrun Riemann
- L'ispettore Derrick - serie TV, ep. 16x08, regia di Helmuth Ashley (1989) - Sig.ra Leberecht
- Die skandalösen Frauen - film TV (1993)
- Roda Roda - serie TV (1990)
- Schlosshotel Orth - serie TV, 126 episodi (1996-2006) - Anne Katherine Kofler
- L'ultimo valzer - film TV (1998)
- Die Neue - Eine Frau mit Kaliber - serie TV, 1 episodio (1998)
- Aktion C+M+B - film TV (2000)
- Der Hund muss weg - film TV (2000)
- Il commissario Rex - serie TV, 1 episodio (2001)
- Die Geschworene - film TV (2007)
- Muttis Liebling - film TV (2007) - Sig.ra Fischbach
- Zwei Weihnachtsmänner - film TV (2008)
- Schnell ermittelt - serie TV, 1 episodio (2012)

## Doppiaggi
- Imperatrice Madre in Lissy - Principessa alla riscossa (2007)[1]

## Premi e riconoscimenti
- 2003: Medaglia austriaca alla cultura[2]